# Clavitheca
Clavitheca là một chi rêu trong họ Funariaceae.